# Urzędy senatorskie

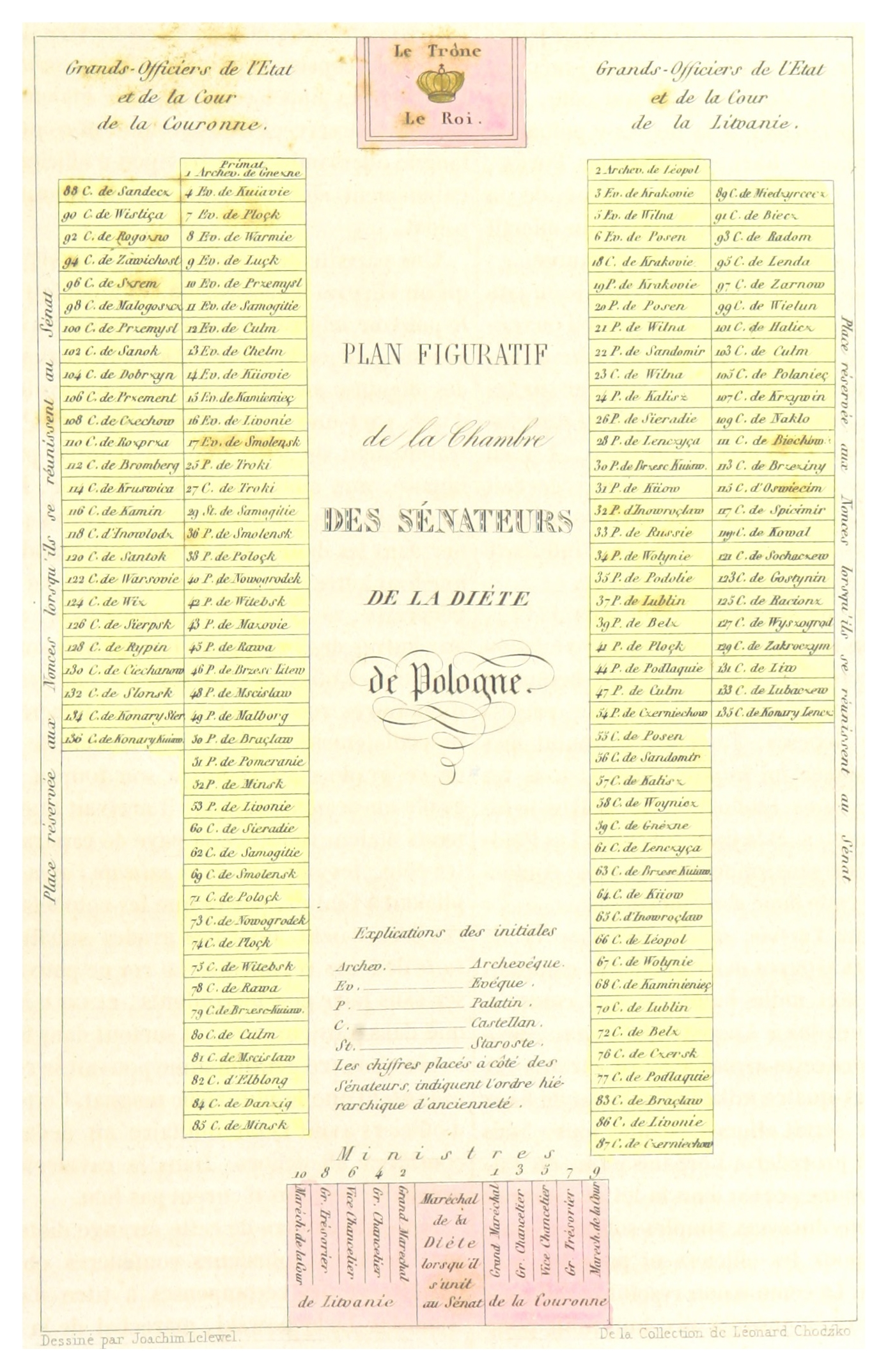
Plan izby senatorskiej z zaznaczonymi miejscami zasiadania senatorów i ministrów, ilustracja z La Pologne historique, littéraire, monumentale et illustrée Leonarda Chodźki z 1839 roku

Urzędy senatorskie I Rzeczypospolitej.
Ostateczny skład senatu I Rzeczypospolitej ukształtował się w czasie panowania Zygmunta I Starego. W skład senatu wchodzili wówczas z urzędu: arcybiskupi i biskupi katoliccy, wojewodowie, kasztelanowie (konarscy z województw kujawskich) i niektórzy ministrowie. Na początku XVI w. senat liczył 87 osób, a po przyłączeniu Mazowsza – 94 osoby. W 1569 roku w związku z unią lubelską i wprowadzeniem do senatu urzędników litewskich rozszerzył się do 136 osób. Kolejne rozszerzenie miało miejsce w 1598.
Porządek zasiadania w senacie (starszeństwo) ustalił pod koniec panowania Zygmunt I Stary. Zmienił się on w 1569 roku, a ponownie dopiero w 1768, kiedy to utworzono województwo gnieźnieńskie.

## Senatorowie duchowni
Pierwszym senatorem był interrex, prymas, arcybiskup gnieźnieński.
Zgodnie z Porządkiem Rady Koronney, Polskiey y Litewskiey, iako iuż iedney Rzpltey, postanowionym przez Krola I. M. y Radę Koronną, w Lublinie, na Seymie Walnym spolnym roku P. 1569, szli za nim senatorowie duchowni: arcybiskup lwowski, biskup krakowski, biskup kujawski, biskup wileński, na zmianę z biskupem poznańskim, biskup płocki na zmianę z biskupem warmińskim, biskup łucki, biskup przemyski, biskup miednicki (żmudzki), biskup chełmiński, biskup chełmski, biskup kijowski, biskup kamieniecki, biskup smoleński. W 1593 włączono biskupa wendeńskiego.

## Senatorowie świeccy

### Wojewodowie[6]
Najwyższą pozycję wśród senatorów świeckich miał kasztelan krakowski.
Po nim następowali wojewodowie i wyróżnieni kasztelanowie (wileński, trocki): wojewoda krakowski na zmianę z wojewodą poznańskim, wojewoda wileński, wojewoda sandomierski, kasztelan wileński, wojewoda sieradzki, wojewoda trocki, wojewoda kaliski, kasztelan trocki, wojewoda łęczycki, starosta generalny żmudzki, wojewoda brzeski (kujawski), wojewoda kijowski, wojewoda inowrocławski, wojewoda ruski, wojewoda wołyński, wojewoda podolski, wojewoda smoleński, wojewoda lubelski, wojewoda połocki, wojewoda bełski, wojewoda nowogrodzki, wojewoda płocki, wojewoda witebski, wojewoda mazowiecki, wojewoda podlaski, wojewoda rawski, wojewoda brzeski litewski, wojewoda chełmiński, wojewoda mścisławski, wojewoda malborski, wojewoda bracławski, wojewoda pomorski i wojewoda miński. Od 1598 doszły 3 nowe województwa: wojewoda wendeński, wojewoda parnawski i wojewoda dorpacki (także znany jako wojewoda derpski). W 1635 utworzono województwo czernihowskie, od 1667 już tylko tytularne, a wojewoda czernihowski zasiadał w senacie jako ostatni z wojewodów.

### Kasztelanowie więksi
Dalej trzydziestu jeden kasztelanów większych (krzesłowych): kasztelan poznański, kasztelan sandomierski (sandomirski), kasztelan kaliski, kasztelan wojnicki, kasztelan gnieźnieński, kasztelan sieradzki, kasztelan łęczycki, kasztelan żmudzki, kasztelan brzeski (kujawski, brzeskokujawski), kasztelan kijowski, kasztelan inowrocławski, kasztelan lwowski, kasztelan wołyński, kasztelan kamieniecki (kamienicki-podolski), kasztelan smoleński, kasztelan lubelski, kasztelan połocki, kasztelan bełski (bełzki), kasztelan nowogrodzki, kasztelan płocki, kasztelan witebski, kasztelan czerski, kasztelan podlaski, kasztelan rawski, kasztelan brzeski (litewski, brzeskolitewski, brześciański), kasztelan chełmiński, kasztelan mścisławski, kasztelan elbląski, kasztelan bracławski, kasztelan gdański, kasztelan miński, kasztelan mazowiecki.

### Kasztelanowie mniejsi
Za nimi plasowali się kasztelanowie mniejsi nazywani też drążkowymi, gdyż zasiadali w izbie senatorskiej na końcu i nie na krzesłach, ale na wąskich ławach pod ścianą. Było ich czterdziestu dziewięciu. W kolejności byli to: kasztelan inflancki; kasztelan czernihowski; kasztelan sandecki (sądecki); kasztelan międzyrzecki; kasztelan wiślicki; kasztelan biecki; kasztelan rogoziński; kasztelan radomski; kasztelan zawichostski (zawichojski); kasztelan lendzki (lądzki); kasztelan szremski (śremski); kasztelan żarnowski; kasztelan małogoski; kasztelan wieluński; kasztelan przemyski; kasztelan halicki; kasztelan sanocki; kasztelan chełmski; kasztelan dobrzyński; kasztelan połaniecki; kasztelan przementski (przemęcki); kasztelan krzywiński ; kasztelan czchowski (czechowski); kasztelan nakielski; kasztelan rozprzański (rozpierski); kasztelan biechowski; kasztelan bydgoski; kasztelan brzeziński; kasztelan kruświcki (kruszwicki); kasztelan oświęcimski; kasztelan kamiński (kamieński); kasztelan spycimirski (spicymierski); kasztelan inowłodzki; kasztelan kowalski; kasztelan santocki; kasztelan sochaczewski; kasztelan warszawski; kasztelan goślicki (gostyniński); kasztelan wiski; kasztelan raciąski; kasztelan sierpecki (sierpski); kasztelan wyszogrodzki; kasztelan rypiński; kasztelan zakroczymski; kasztelan ciechanowski; kasztelan liwski, kasztelan słoński; kasztelan lubaczowski (lunaczowski). Później utworzono także urzędy kasztelana wendeckiego (wendeńskiego), dorpackiego (derpskiego) i parnawskiego.

### Kasztelanowie konarscy
Na końcu senatorskich urzędów ziemskich, trzech tzw. kasztelanów konarskich (koniuszych): konarski sieradzki, łęczycki i inowrocławski.

### Ministrowie
Formalnie ostatni w hierarchii (choć w rzeczywistości ich znaczenie było pierwszoplanowe) znajdowali się ministrowie. Od 1569 w senacie było ich dziesięciu, w następującej kolejności: marszałek wielki koronny, marszałek wielki litewski, kanclerz wielki koronny, kanclerz wielki litewski, podkanclerzy koronny, podkanclerzy litewski, podskarbi wielki koronny, podskarbi wielki litewski, marszałek nadworny koronny, marszałek nadworny litewski. Teoretycznie odpowiedni ministrowie koronni i litewscy byli sobie równi, ale w praktyce pierwszeństwo brali dygnitarze koronni, gdyż król częściej przebywał w Koronie. Ze znaczniejszych dygnitarzy w senacie nie zasiadali hetmani ponieważ urząd ten uformował się w XVI wieku, kiedy skład senatu był już sformalizowany (po Unii Lubelskiej). Jednak hetmani bardzo często zasiadali w senacie z racji posiadania też innych godności (wojewodzińskich bądź kasztelańskich).
Dopiero w 1768 do senatu z urzędu zaliczeni zostali obaj hetmani wielcy, a w 1775 podskarbi nadworni.
Hierarchia senatorów odpowiadała starszeństwu diecezji, województw i ziem. Miała znaczenie nie tylko podczas obrad senatu, ale i ustalała szczeble kariery urzędniczej, a w zasadzie godności honorowych jakimi były zasadniczo senatorskie urzędy świeckie z wyjątkiem ministerialnych.
Mianowanie urzędników senatorskich leżało w kompetencji króla. Prawo to było ograniczone dożywotnością urzędów. Tu z pomocą władcom przyszła niska teoretycznie ranga urzędników ministerialnych. Niewygodnego ministra można było się pozbyć awansując go na godniejsze, ale praktycznie mało znaczące stanowisko kasztelana czy wojewody. Innym powodem utraty urzędu było skazanie przez sąd sejmowy.

## Lista urzędów senatorskich
Poniżej przedstawiona została lista urzędów senatorskich w poszczególnych województwach I Rzeczypospolitej.

### Ministerstwo koronne
- marszałek wielki koronny

- hetman wielki koronny

- kanclerz wielki koronny

- podkanclerzy koronny

- podskarbi wielki koronny

- marszałek nadworny koronny

- hetman polny koronny

- podskarbi nadworny koronny

### Ministerstwo litewskie
- marszałek wielki litewski
- hetman wielki litewski
- kanclerz wielki litewski
- podkanclerzy litewski
- podskarbi wielki litewski
- marszałek nadworny litewski
- hetman polny litewski
- podskarbi nadworny litewski

### Województwo bełskie
- wojewoda bełski
- kasztelan bełski
- kasztelan lubaczowski
- kasztelan buski

### Województwo brzeskokujawskie
- biskup kujawski
- wojewoda brzeskokujawski
- kasztelan brzeskokujawski
- kasztelan kruszwicki
- kasztelan kowalski
- kasztelan konarskokujawski

### Województwo brzeskolitewskie
- wojewoda brzeskolitewski
- kasztelan brzeskolitewska
- kasztelan piński

### Województwo bracławskie
- wojewoda bracławski
- kasztelan bracławski

### Województwo chełmińskie
- biskup chełmiński
- wojewoda chełmiński
- kasztelan chełmiński

### Województwo czernihowskie
- wojewoda czernihowski
- kasztelan czernihowski

### Województwo inflanckie
- biskup inflancki
- wojewoda inflancki
- wojewoda dorpacki
- kasztelan inflancki
- kasztelan dorpacki

### Województwo inowrocławskie
- wojewoda inowrocławski
- kasztelan inowrocławski
- kasztelan dobrzyński
- kasztelan bydgoski
- kasztelan rypiński
- kasztelan słoński

### Województwo kaliskie
- arcybiskup gnieźnieński
- wojewoda kaliski
- wojewoda gnieźnieński
- kasztelan kaliski
- kasztelan gnieźnieński
- kasztelan lędzki
- kasztelan nakielski
- kasztelan biechowski
- kasztelan kamiński

### Województwo kijowskie
- biskup kijowski
- biskup unicki (tylko raz w historii I RP w Senacie)
- wojewoda kijowski
- kasztelan kijowski
- kasztelan żytomierski
- kasztelan owrucki

### Województwo krakowskie
- biskup krakowski
- wojewoda krakowski
- kasztelan krakowski
- kasztelan wojnicki
- kasztelan sądecki
- kasztelan biecki
- kasztelan oświęcimski

### Województwo łęczyckie
- wojewoda łęczycki
- kasztelan łęczycki
- kasztelan brzeziński
- kasztelan inowłodzki
- kasztelan konarski łęczycki

### Województwo lubelskie
- wojewoda lubelski
- kasztelan lubelski
- kasztelan łukowski

### Województwo malborskie
- wojewoda malborski
- kasztelan elbląski

### Województwo mazowieckie
- wojewoda mazowiecki
- wojewoda ciechanowski
- wojewoda warszawski
- kasztelan czerski
- kasztelan mazowiecki
- kasztelan warszawski
- kasztelan wiski
- kasztelan wyszogrodzki
- kasztelan zakroczymski
- kasztelan ciechanowski
- kasztelan liwski

### Województwo mińskie
- wojewoda miński
- kasztelan miński
- kasztelan mozyrski

### Województwo mścisławskie
- wojewoda mścisławski
- kasztelan mścisławski

### Województwo nowogrodzkie
- wojewoda nowogrodzki
- kasztelan nowogrodzki
- kasztelan słonimski
- kasztelan wołkowyski

### Województwo parnawskie
- wojewoda parnawski
- kasztelan parnawski

### Województwo podlaskie
- wojewoda podlaski
- kasztelan podlaski

### Województwo podolskie
- biskup kamieniecki
- wojewoda podolski
- kasztelan kamieniecki

### Województwo płockie
- biskup płocki
- wojewoda płocki
- kasztelan płocki
- kasztelan raciąski
- kasztelan sierpski

### Województwo połockie
- wojewoda połocki
- kasztelan połocki

### Województwo pomorskie
- wojewoda pomorski
- kasztelan gdański

### Województwo poznańskie
- biskup poznański
- wojewoda poznański
- kasztelan poznański
- kasztelan międzyrzecki
- kasztelan rogoziński
- kasztelan śremski
- kasztelan przemęcki
- kasztelan krzywiński
- kasztelan santocki

### Województwo rawskie
- wojewoda rawski
- kasztelan rawski
- kasztelan sochaczewski
- kasztelan gostyniński

### Województwo ruskie
- arcybiskup lwowski
- biskup przemyski
- biskup chełmski
- wojewoda ruski
- kasztelan lwowski
- kasztelan przemyski
- kasztelan halicki
- kasztelan sanocki
- kasztelan chełmski

### Województwo sandomierskie
- wojewoda sandomierski
- kasztelan sandomierski
- kasztelan wiślicki
- kasztelan radomski
- kasztelan zawichojski
- kasztelan żarnowski
- kasztelan małogoski
- kasztelan połaniecki
- kasztelan czechowski

### Województwo sieradzkie
- wojewoda sieradzki
- kasztelan sieradzki
- kasztelan wieluński
- kasztelan rozpierski
- kasztelan spicymierski
- kasztelan konarski sieradzki

### Województwo smoleńskie
- biskup smoleński
- wojewoda smoleński
- kasztelan smoleński
- kasztelan starodubowski

### Województwo trockie
- wojewoda trocki
- wojewoda merecki
- wojewoda grodzieński
- kasztelan trocki
- kasztelan grodzieński
- kasztelan kowieński
- kasztelan merecki

### Województwo wendeńskie
- wojewoda wendeński
- kasztelan wendeński

### Województwo wileńskie
- biskup wileński
- wojewoda brasławski
- wojewoda wileński
- kasztelan wileński
- kasztelan brasławski
- kasztelan lidzki
- kasztelan oszmiański
- kasztelan wiłkomierski

### Województwo witebskie
- wojewoda witebski
- kasztelan witebski
- kasztelan orszański

### Województwo wołyńskie
- biskup łucki
- wojewoda wołyński
- kasztelan wołyński

### Księstwo warmińskie
- biskup warmiński

### Księstwo Żmudzkie
- biskup żmudzki
- starosta generalny żmudzki
- kasztelan żmudzki